# Muzeum Ostrawskie
Muzeum Ostrawskie (czes. Ostravské muzeum) – muzeum w Ostrawie znajdujące się w budynku dawnego ratusza na placu Tomasza Masaryka.
Muzeum powstało z dokonanego po I wojnie światowej połączenia powstałego w 1882 roku z inicjatywy kolekcjonera i nauczyciela, Karela Jaromíra Bukovanskego pierwszego ostrawskiego muzeum z powstałymi w 1904 roku niemieckim Industrie und Gewerbe-Museum für das Ostrau-Karwiner Revier i czeskim muzeum przemysłowym i rzemieślniczym. Początkowo siedziba połączonego muzeum znajdowała się w budynku starej poczty. W 1924 roku zbiory tymczasowo przeniesiono do ratusza w Mariánskych Horach, a od 4 października 1931 roku muzeum mieści się w budynku dawnego ratusza na placu Masaryka.
Zbiory muzeum liczą około 600 000 przedmiotów. Znajdują się tam kolekcje z zakresu nauk społecznych (historyczne, artystyczno-historyczne, ludowe, muzyczno-historyczne oraz z dziedziny archeologii prehistorycznej) oraz nauk przyrodniczych (entomologiczne, geologiczne, botaniczne i zoologiczne). Osobny dział stanowi biblioteka muzealna posiadająca w swych zbiorach rzadkie książki oraz starodruki. Do najchętniej odwiedzanych przedmiotów należy zegar „orloj”, ukazujący oprócz czasu również fazy Księżyca, planety, itp., a także niemal 200-letni orkiestrion z ruchomą figurą klauna autorstwa Jana Klepetářa.